# Срібні монети Німецької імперії

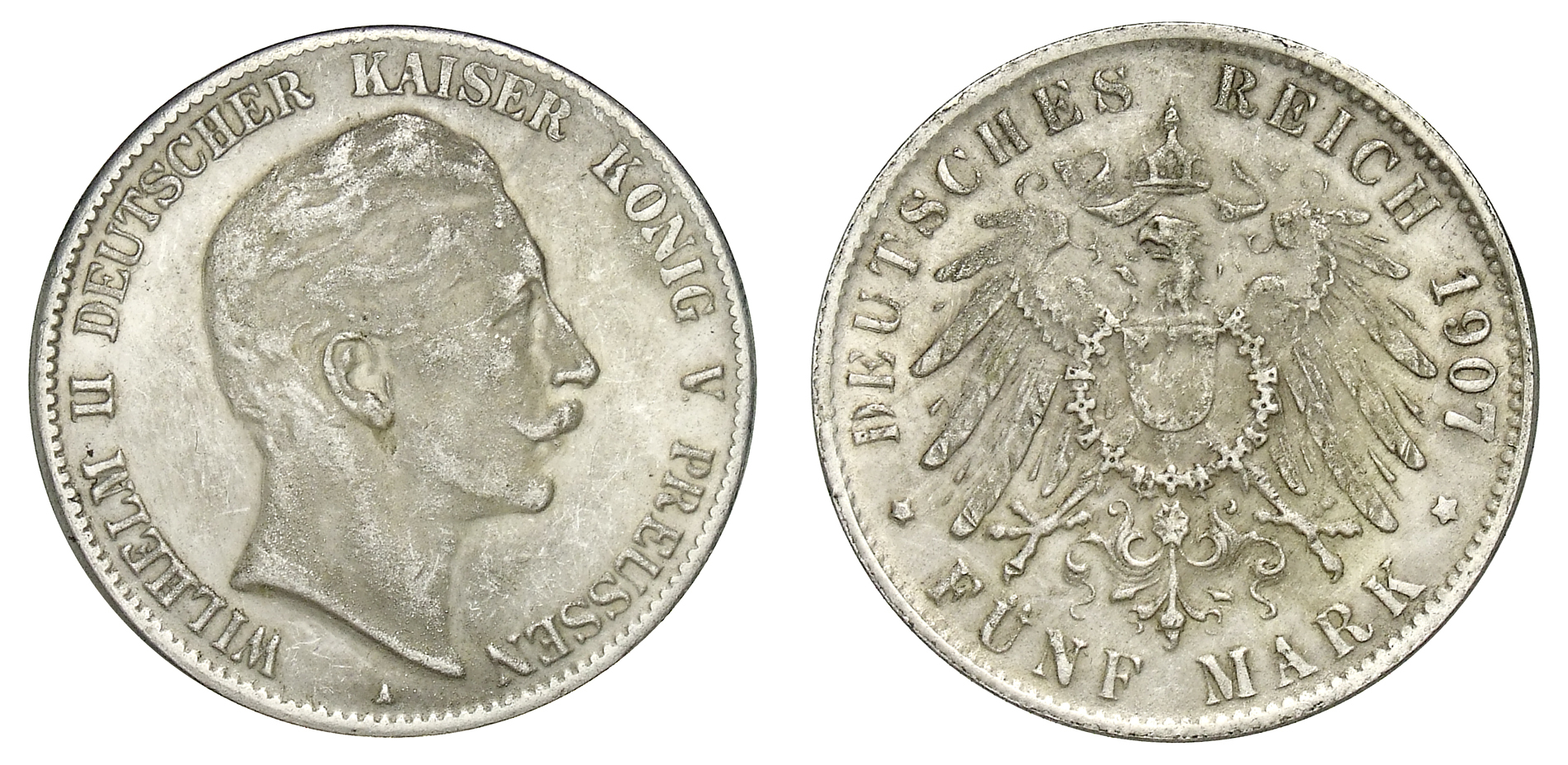
Срібна монета номіналом 5 марок з зображенням імператора Вільгельма II (1907).

Срібні монети Німецької імперії почали карбуватися після об'єднання німецьких земель в єдину державу — Німецьку імперію. При цьому кожен володар невеликих німецьких держав, що увійшли до складу імперії, залишав за собою свій титул і номінальну владу. До часів об'єднання кожна з цих невеликих країн карбували власну монету і мали самостійні грошові системи. При цьому грошові системи переважної більшості монархів підпорядковувалися Мюнхенській (1837), Дрезденській (1838) та Віденській (1857) монетним системам. Згідно з цими угодами формувалися дві взаємопов'язані системи: 3½ гульдена південнонімецьких земель були відповідними до 2 північнонімецьких союзних талерів. Крім того вільні ганзейські міста Любек, Гамбург та Бремен не доєдналися до монетних систем і продовжували карбувати гамбурзьку марку та бременські талери. Деякі типи срібних монет (зільбенгрошен (нім. silver groschen), неугрошен (нім. neu groschen) та інші) хоча й карбувалися до 1873 року, але в цій статті не розглядаються.
Після утворення Німецької імперії був регламентований монетний закон 1873 року. Згідно з законом, всі землі, що входять до складу держави, мали повне право на карбування 2-, 3- та 5-марочних монет. Срібні монети карбувалися з 1873 до 1919 років і були офіційно демонетизовані у 1924 році з введенням у обіг райхсмарки. З 1873 по 1919 рік в Німецькій імперії карбували монети десять монетних дворів. Монети були в обігу по всій імперії. Так, наприклад, баденські монети могли використовуватися в Пруссії.

## Історія карбування

### Монетні закони 1871 та 1873 років

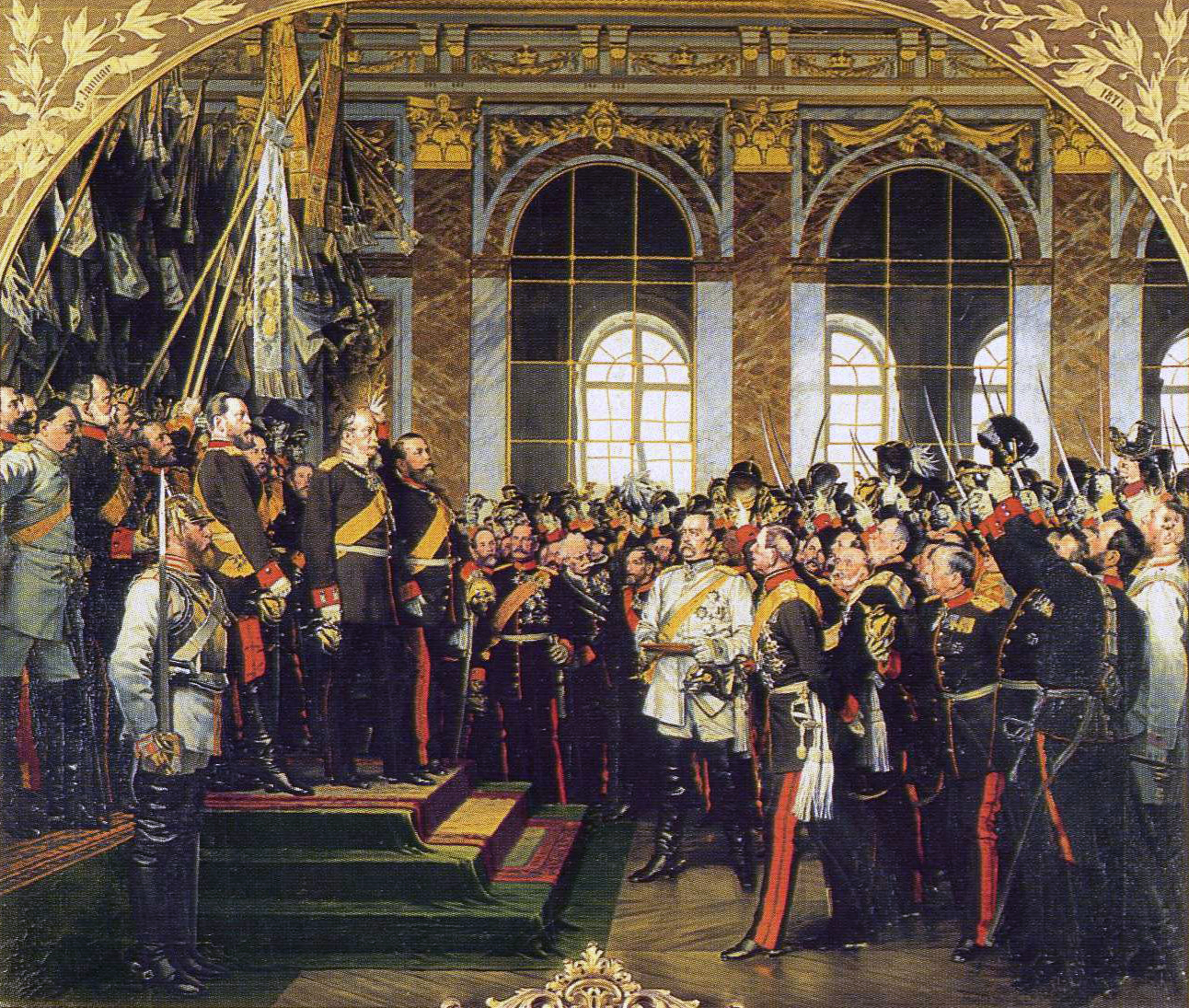
Підписання Монетного закону кайзером Вільгельмом І та канцлером Отто фон Бісмарком у Версалі 4 грудня 1871 року. Художник картини — Антон фон Вернер (1885)

4 грудня 1871 року імператор Німецької імперії Вільгельм І та канцлер Отто фон Бісмарк підписали законодавчий акт, в якому регламентувалося про появу нової грошової одиниці — золотої марки. 1 марка була еквівалентною 0,358423 грамам щирого золота і дорівнювала 100 пфенігам. 9 липня 1873 року було прийнято новий закон, в якому регламентувалося про перехід усіх держав у складі імперії на єдину грошову систему. Також було прийняте рішення про карбування срібних монет. Зокрема в законі наголошувалося про курс обміну старих грошей на нові. Згідно з курсом союзний талер дорівнював 3 маркам; 1 гульден рівнявся до 1 5⁄7 марці; марка Любека та Гамбурга — до 1 1⁄5 марки.
У третьому розділі наголошувалося про розмір, вагу та зовнішній вигляд монет об'єднаної держави. Зі срібла мали карбуватися монети номіналами 20, 50 пфенігів (з 1905 року їх замінила ½ марки), 1, 2 та 5 марок. Кожна марка містила в собі соту частину митного фунта щирого срібла (500 гр.), або 5,556 гр. Вміст у срібних монетах мав бути: 900 частин срібла, та 100 частин міді, щоб 90 срібних марок дорівнювали вазі 1 фунту.
У другому та третьому параграфах, у третьому розділі, чітко описувався зовнішній вигляд монет. На реверсі кожної з них мав бути надпис «Німецька імперія» (нім. Deutsches Reich), рік карбування, і герб — імператорський орел. При цьому на монетах від 2-марок, номінал розміщувався на реверсі, тоді як на 1-марочній, та нижче за номіналами, на аверсі. Аверси 2- та 5-марочних монет дозволялося оформлювати кожній державі на свій розсуд.
Союзний талер перебував у обігу включно до 1907 року. Після демонетизації талера стали карбувати монету, відповідну за курсом обміну, номіналом в 3 марки. Слід зазначити, що крім перерахованих назв номіналів до 1871 року на території німецьких держав були в обігу монети більш ранніх грошових систем (райхсталер (нім. Reichstaller), кроненталер (нім. Kronentaller) та інші типи срібних монет).

### Деномінація
Незабаром після початку Першої світової війни масовий випуск монет із коштовних металів зменшився до мінімуму. Тиражі 3- та 5-марочних монет, присвячені тим, чи іншим подіям, стали мізерними. Карбування монети номіналом в 2 марки припинилося зовсім. Найбільш рідкісною монетою того періоду були саксонські 3 марки 1917 року, викарбувані до 400-річчя початку Реформації (100 екземплярів) та баварські 3 марки 1918 року присвячені золотому весіллю Людвіга ІІІ (130 екземплярів).
Після поразки Німецької Імперії у Першій світовій війні почався довгий гіперінфляційний період, який привів країну до заміни золотої марки на паперові асигнації, більш знані як паперові марки. В таких умовах, коли вміст срібла перевищував номінальну вартість, срібна марка, в післявоєнний період, в обігу не застосовувалась. В серпні 1924 року срібні монети Німецької імперії були офіційно демонетизовані після введення райхсмарки). 1 срібна райхсмарка містила в собі вдвічі менше щирого срібла, ніж марка імперії.

## Монетні двори Німецької імперії
| Позначення монетного двору | Місто        | Роки карбування |
| -------------------------- | ------------ | --------------- |
| А                          | Берлін       | з 1872          |
| В                          | Ганновер     | 1872—1878       |
| С                          | Франкфурт    | 1872—1879       |
| D                          | Мюнхен       | з 1872          |
| E                          | Дрезден      | 1872—1887       |
| E                          | Мульденхютен | з 1887          |
| F                          | Штутгарт     | з 1872          |
| G                          | Карлсруе     | з 1872          |
| H                          | Дармштадт    | 1872—1882       |
| J                          | Гамбург      | з 1875          |

## Срібні монети Німецької імперії

### 20, 50 пфенігів, ½ та 1 марка
Срібну монету, номіналом в 20 пфенігів, карбували недовго — 1873-1877 роки. Згодом їх замінили на мідно-нікелеві. Після 1903 року 50 пфенігів не карбувалися. У 1905 році їх замінили на ½ марки. При чому їх випускали навіть після закінчення війни і зречення кайзера Вільгельма ІІ в 1919 році.
| Номінал     | Аверс | Реверс | Дата                     | Вага, гр | Діаметр, мм | Гурт        |
| ----------- | ----- | ------ | ------------------------ | -------- | ----------- | ----------- |
| 20 пфенігів |       |        | 1873–1877                | 1,111    | 16,0        | 110 зарубок |
| 50 пфенігів |       |        | 1875–1877                | 2,778    | 20,0        | 126 зарубок |
| 50 пфеніг   |       |        | 1877–1878                | 2,778    | 20,0        | 126 зарубок |
| 50 пфенігів |       |        | 1896 1898 1900–1903      | 2,778    | 20,0        | 126 зарубок |
| ½ марки     |       |        | 1905–1919                | 2,778    | 20,0        | 90 зарубок  |
| 1 марка     |       |        | 1873–1883 1885–1887      | 5,556    | 24,0        | 140 зарубок |
| 1 марка     |       |        | 1891–1894 1896 1898–1916 | 5,556    | 24,0        | 140 зарубок |

### Основні характеристики 2-, 3- та 5-марочних монет
| Номімал | Вага в цілому, гр. | Чиста вага, гр. | Проба | Діаметр, мм | Роки карбування | Тираж в цілому | Аверс                                  | Реверс                 | Гурт                                  |
| ------- | ------------------ | --------------- | ----- | ----------- | --------------- | -------------- | -------------------------------------- | ---------------------- | ------------------------------------- |
| 2 марки | 11,111             | 10,0            | 900   | 28          | 1876—1915       | >160 млн       | Портрет місцевого володаря, герб міста | Герб Німецької імперії | 140 зарубок                           |
| 3 марки | 16,667             | 15,0            | 900   | 33          | 1908—1918       | >57 млн        | Портрет місцевого володаря, герб міста | Герб Німецької імперії | Надпис: З нами Бог (нім. Got Mit Uns) |
| 5 марок | 27,778             | 25,0            | 900   | 38          | 1874—1915       | >56 млн        | Портрет місцевого володаря, герб міста | Герб Німецької імперії | Надпис: З нами Бог (нім. Got Mit Uns) |

### Реверси 2-х, 3-х та 5-марочних монет
Практично всі реверси 2-, 3- та 5-марочних монет мають однакове зображення герба Німецької імперії. Монети з малим орлом (нім. kleiner Adler) карбувалися до 1888 року включно, а з великим (нім. großer Adler) з 1891 року. У 1889 році єдину срібну монету, номіналом в 5 марок, карбувала лише Саксонія. У 1890 срібні 2-, 3-, 5-марочні монети не карбувалися зовсім. Деякі пам'ятні монети, викарбувані після 1891 року мали зображення орла, яке відрізнялося від стандартних. Зокрема на пруських монетах зразка 1913 року, номіналами в 2 та 3 марки, присвяченій 100-річчю переможній битві під Лейпцигом, був зображеним імперський орел, який атакував змію — символ іноземної інтервенції.

Стандартні реверси
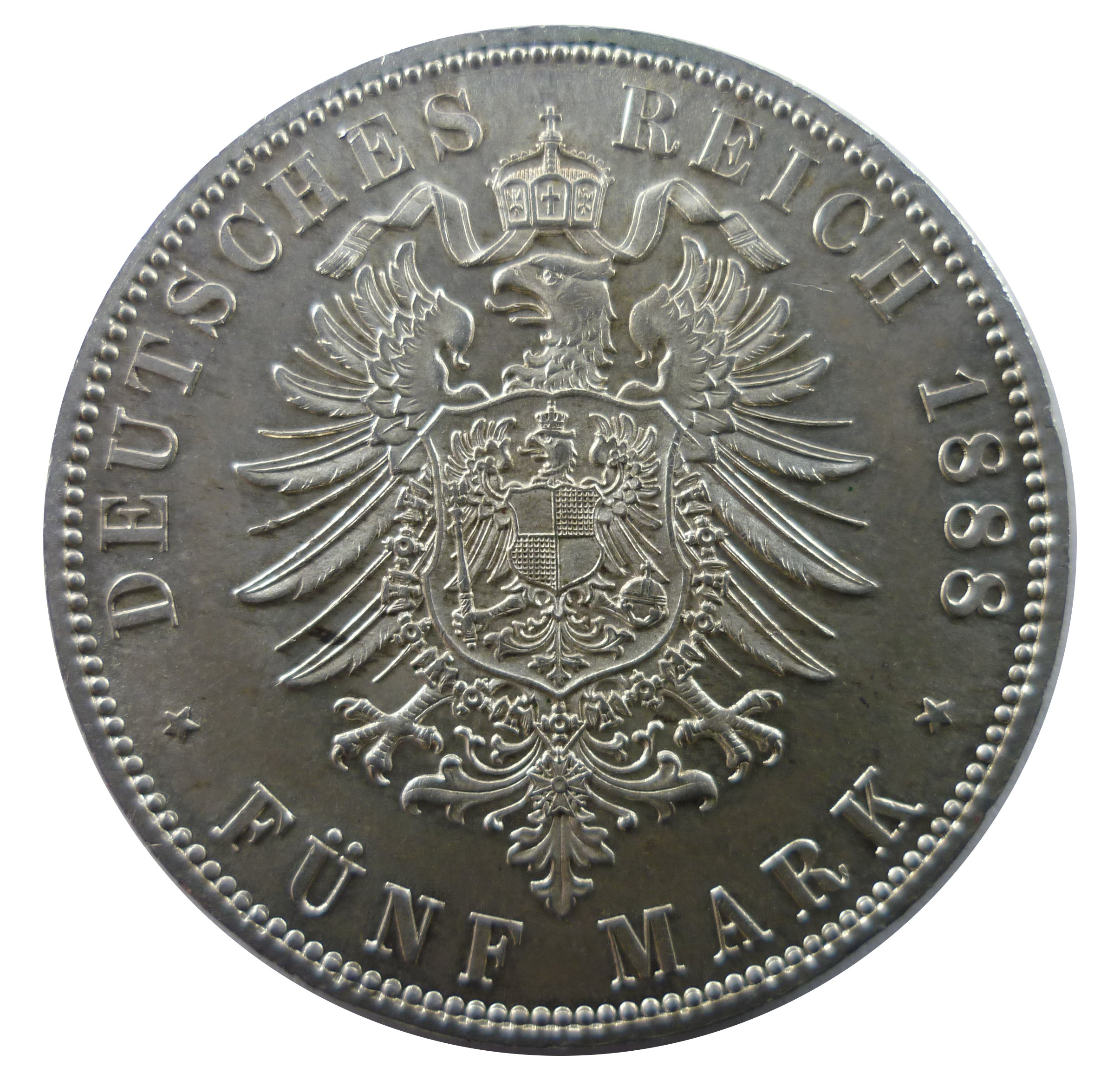
Реверс 5-марочних монет періоду 1871-1888 років. Малий імперський орел з великим Пруським щитом на грудях
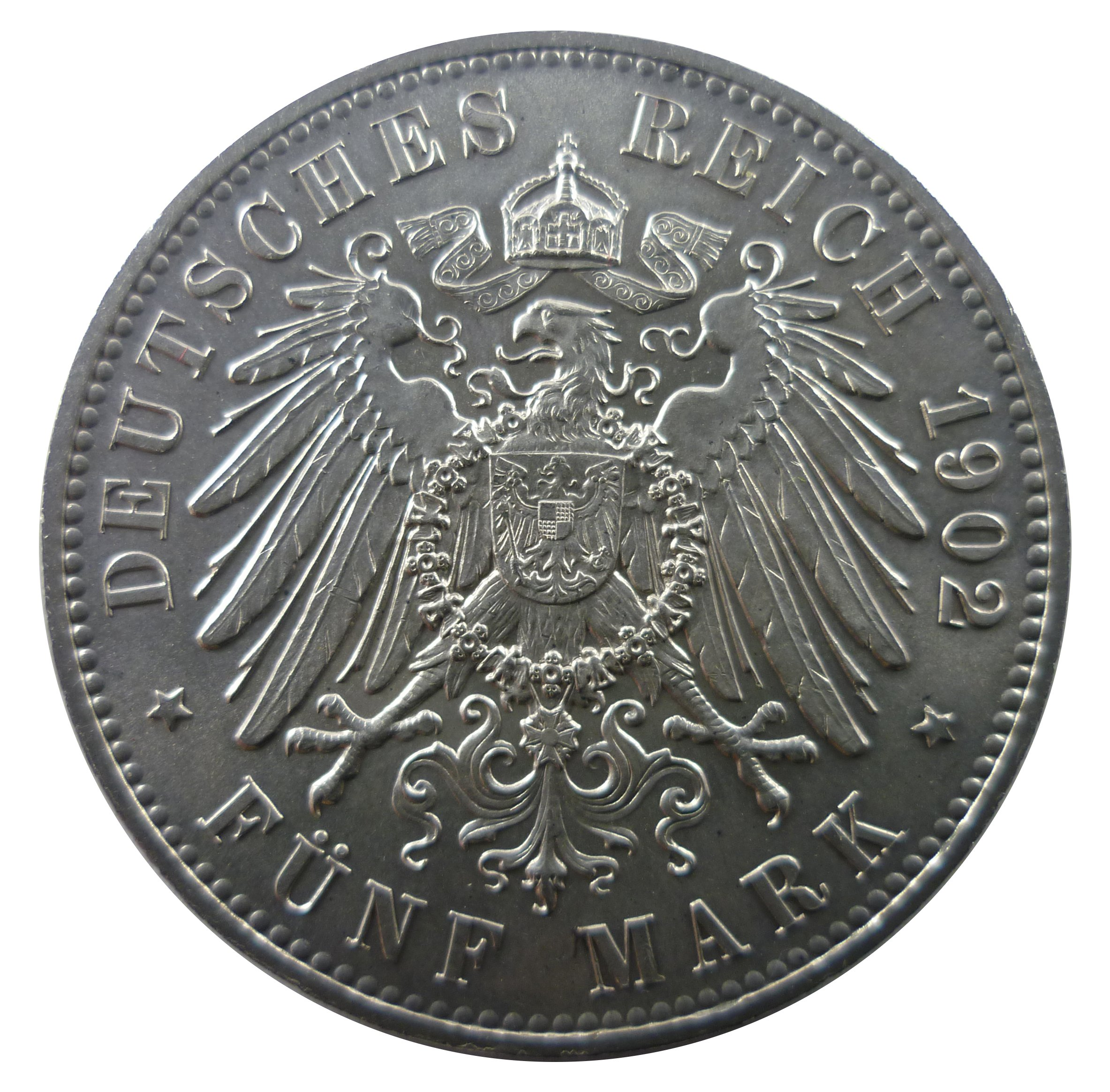
Реверс 5-марочних монет періоду 1889-1918 років. Великий імперський орел з малим Пруським щитом на грудях

Реверси деяких пам'ятних монет
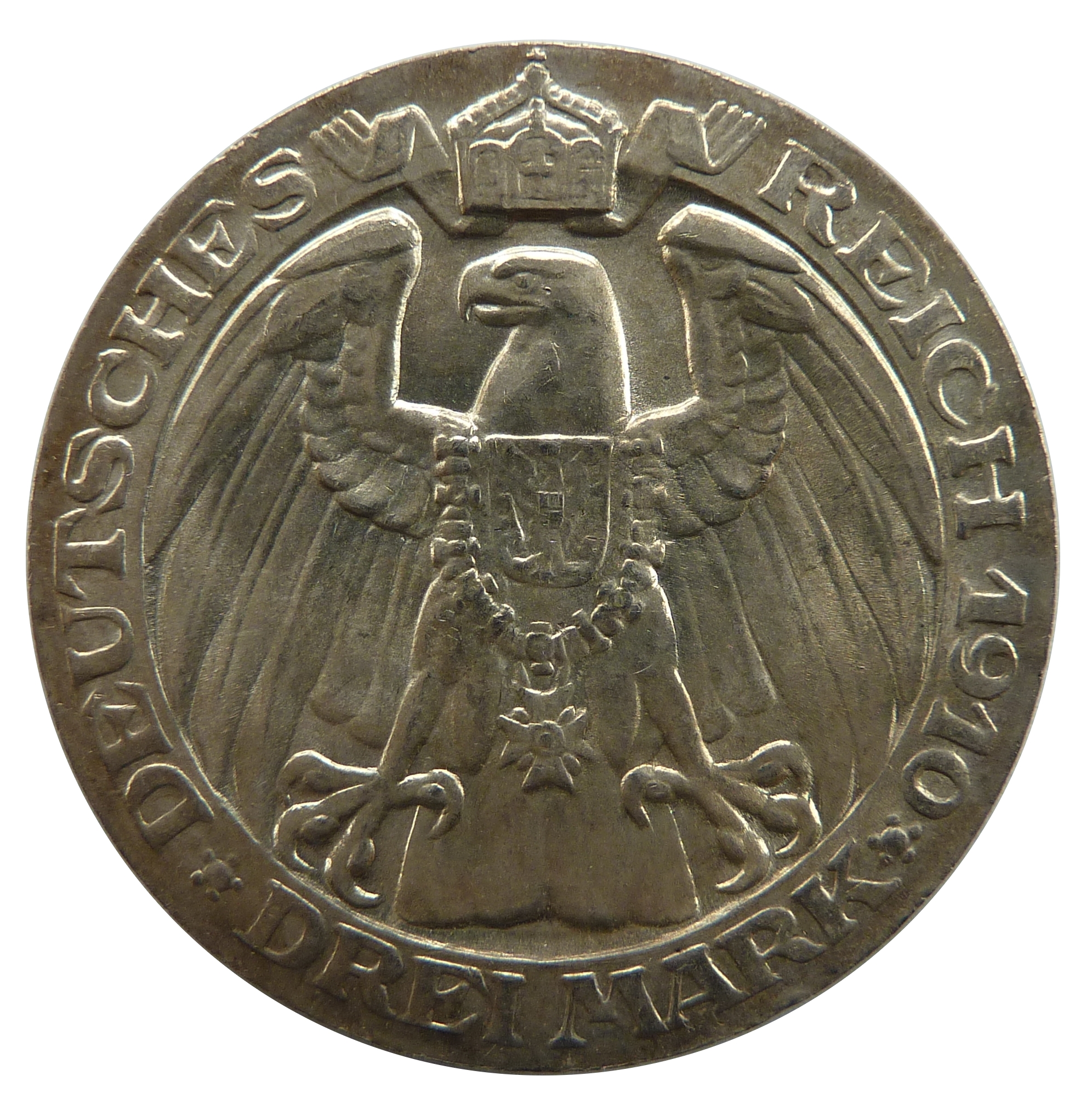
100 років Берлінському університету мистецтв
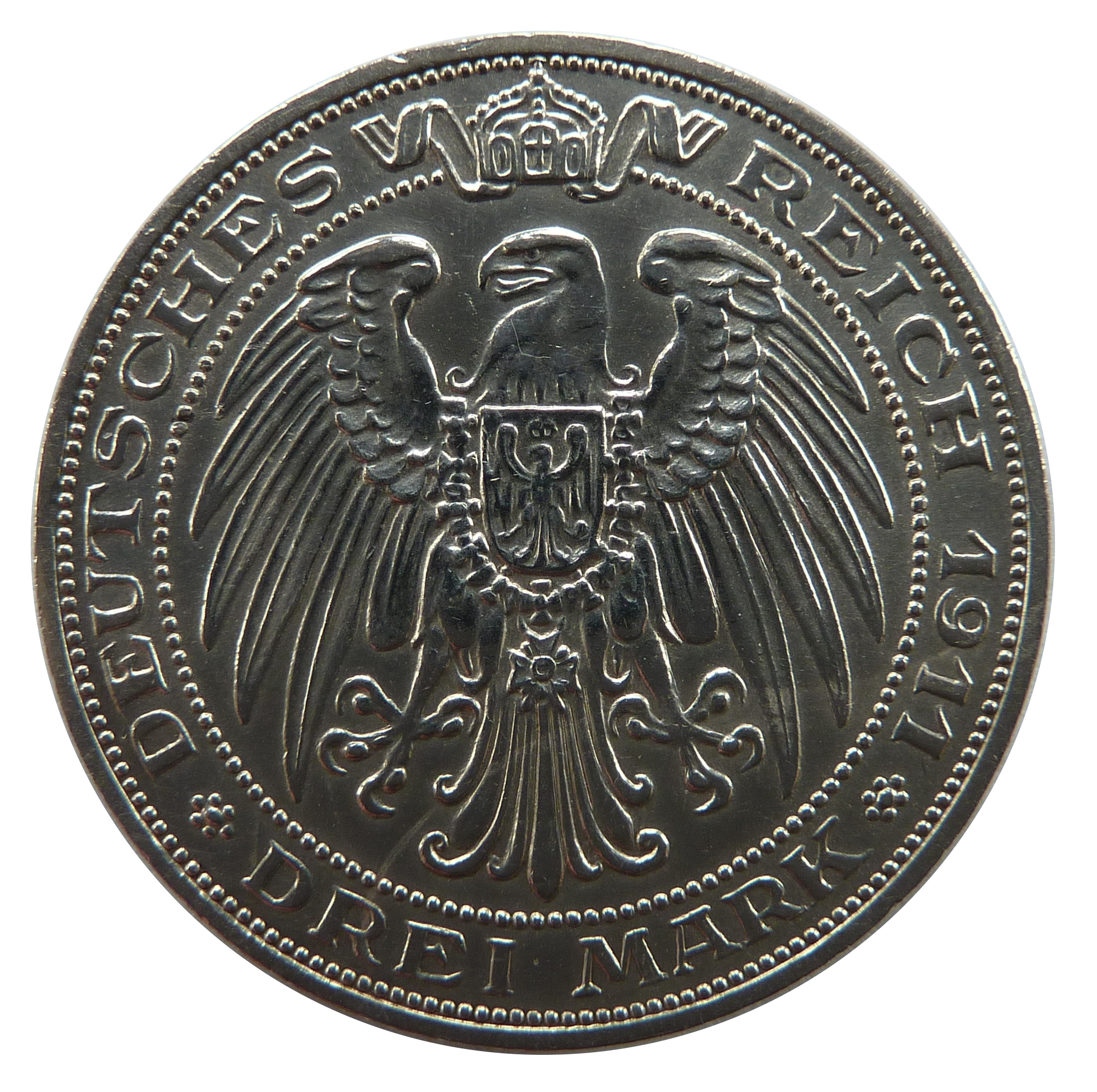
100 років Вроцлавському університету
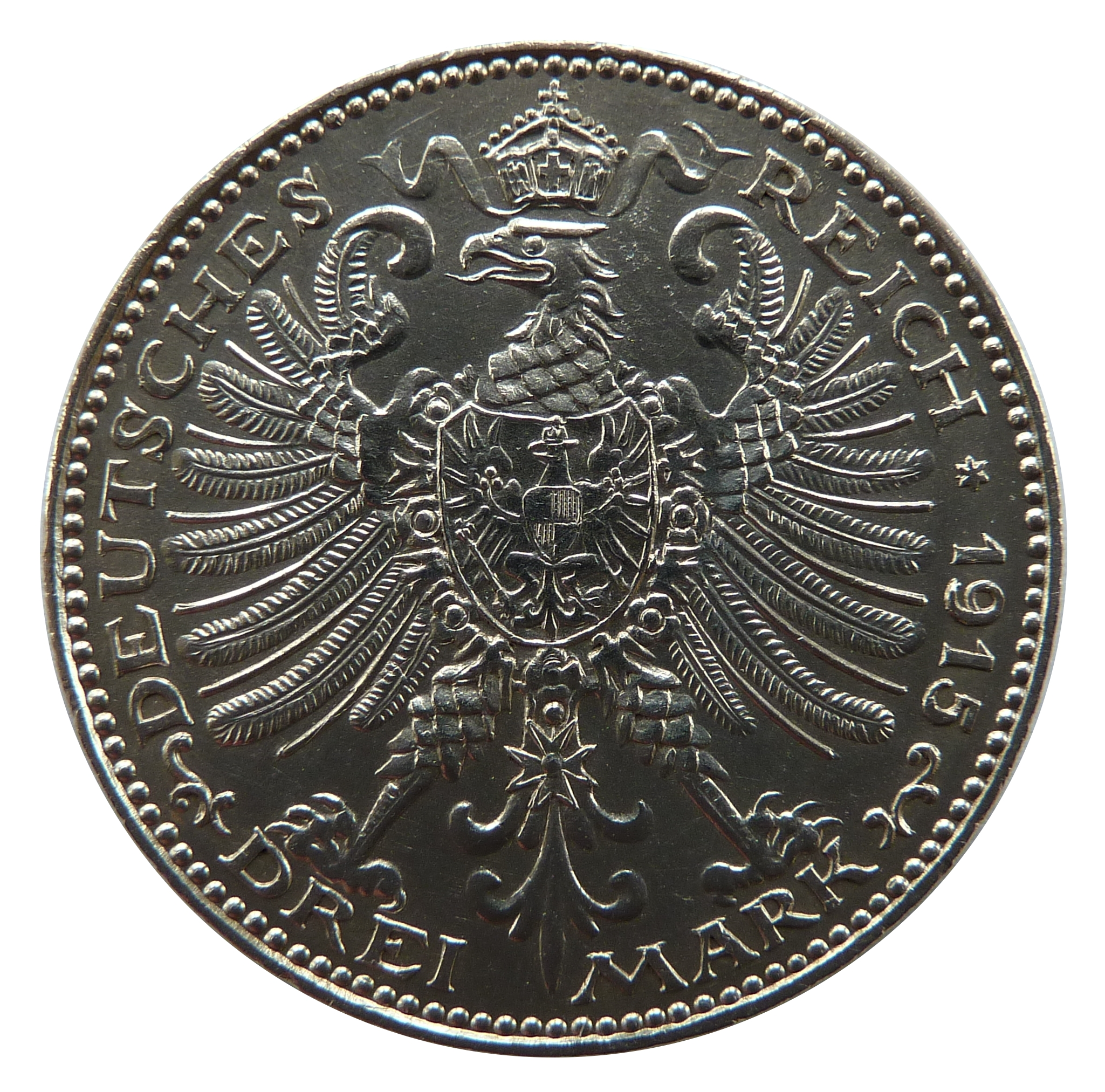
100 років Великому герцогству Саксен-Веймар-Ейзенахському
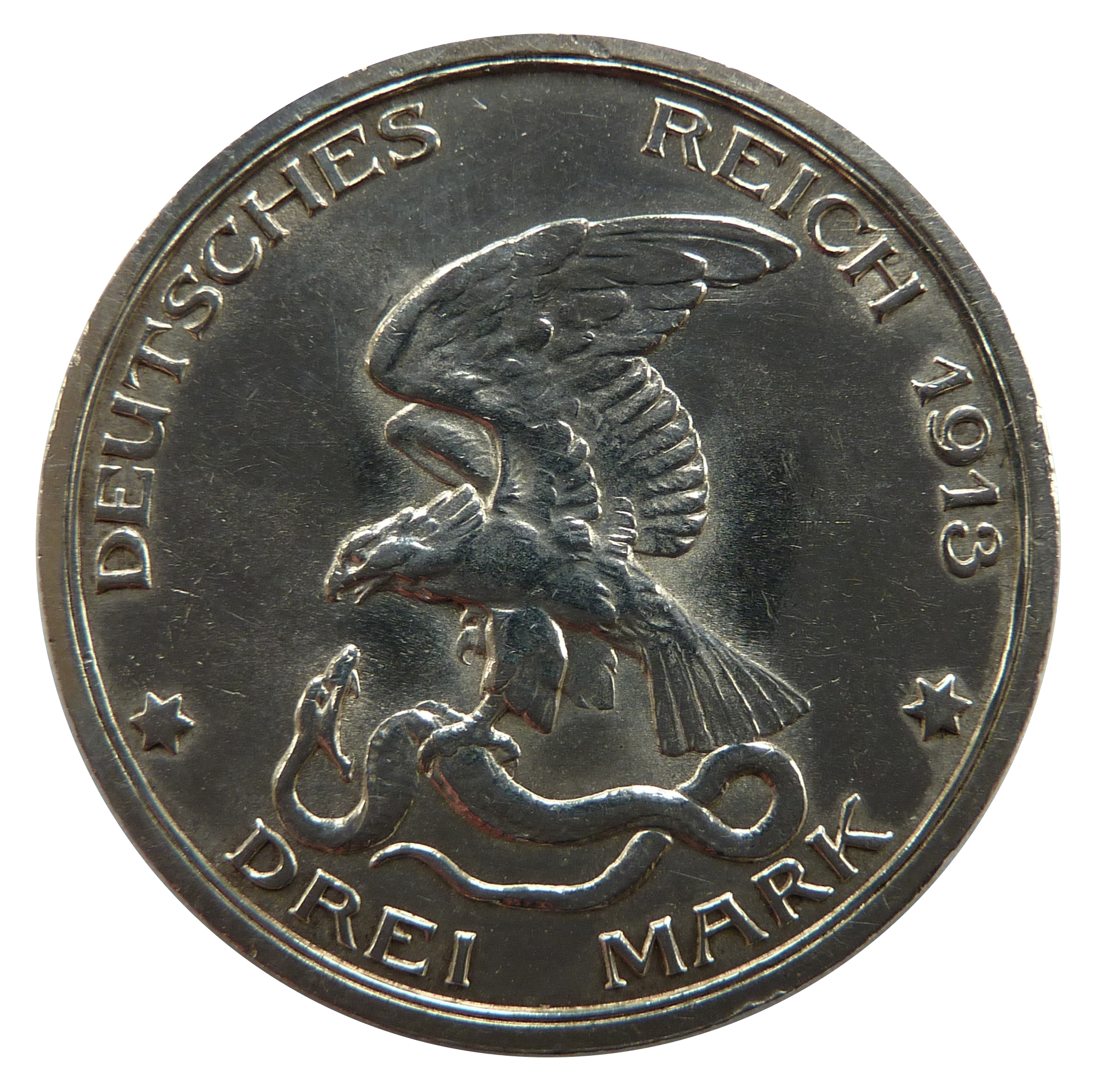
100 років переможній битві під Лейпцигом
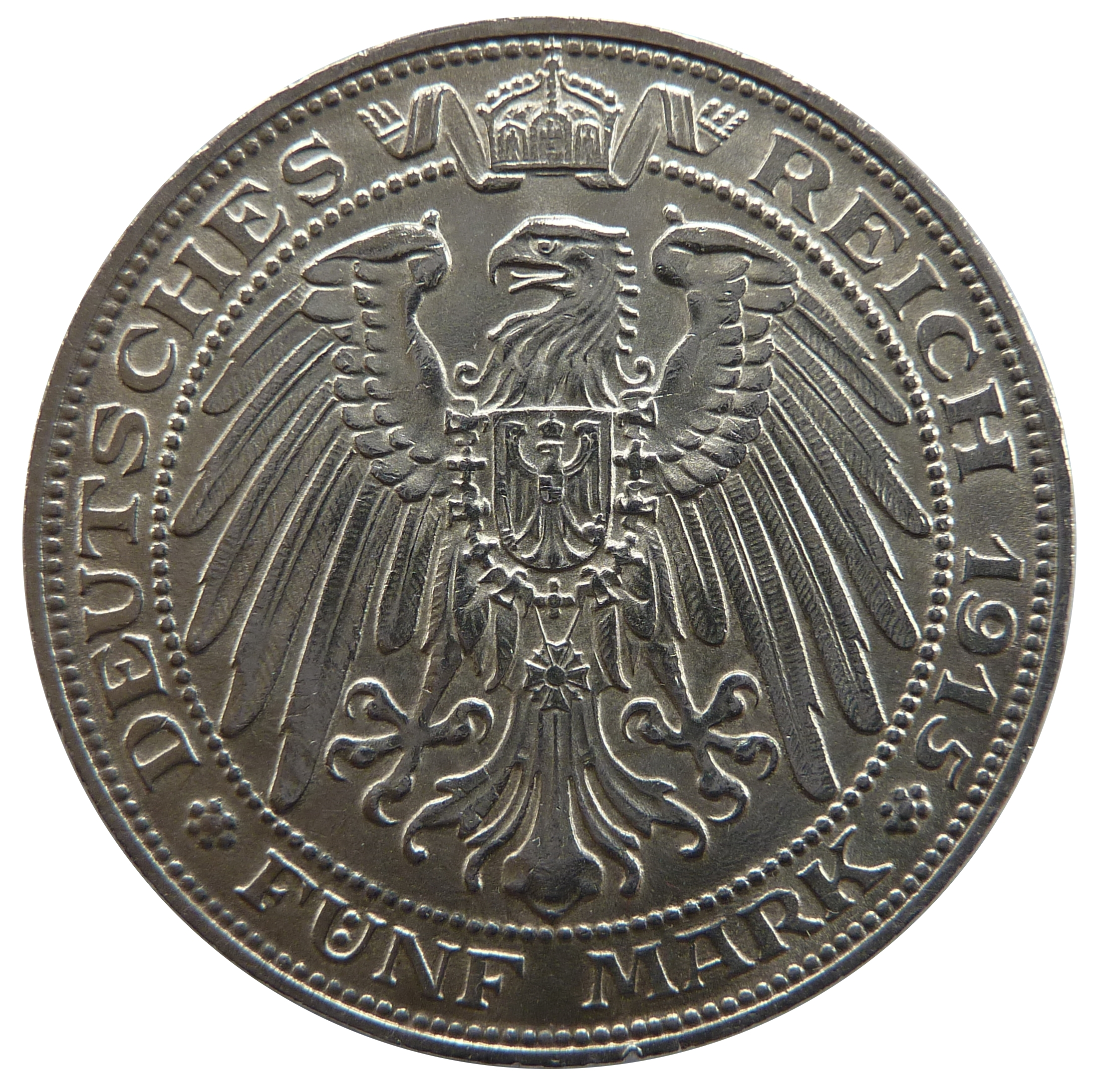
100 років Великому герцогству Мекленбург-Шверинському

### Аверси 2-х, 3-х, 5-марочних монет
| Ангальтське герцогство Столиця: Дессау; Площа: 2299 км²                                        |                                    |                                                                                    |                                                                                    |                                          |                                        |                            |
| Зображення                                                                                     | Номінал                            | Дата                                                                               | Регент/пам'ятна дата/мотив                                                         | Монетний двір                            | Тираж                                  | Тираж                      |
| Зображення                                                                                     | Номінал                            | Дата                                                                               | Регент/пам'ятна дата/мотив                                                         | Монетний двір                            | Тираж                                  | Proof (тираж)              |
|                                                                                                | 2 марки                            | 1876                                                                               | Обігова монета Фрідріх І                                                           | A                                        | 200.000                                | –                          |
|                                                                                                | 2 марки                            | 1896                                                                               | Пам'ятна монета 25 років регентства Фрідріха І                                     | A                                        | 50.000                                 |                            |
| 5 марок                                                                                        | 1896                               | Пам'ятна монета 25 років регентства Фрідріха І                                     | A                                                                                  | 10.000                                   |                                        |                            |
|                                                                                                | 2 марки                            | 1904                                                                               | Пам'ятна монета Сходження на престол Фрідріха II                                   | A                                        | 50.000                                 | 150                        |
|                                                                                                | 3 марки                            | 1909 1911                                                                          | Фрідріх ІІ                                                                         | A                                        | 100.000                                | 100                        |
|                                                                                                | 3 марки                            | 1914                                                                               | Срібне весілля Фрідріха ІІ та Марії                                                | A                                        | 200.000                                | 1.000                      |
| 5 марок                                                                                        | 1914                               | Срібне весілля Фрідріх ІІ та Марії                                                 | A                                                                                  | 30.000                                   | 1.000                                  |                            |
| Баварське королівство Столиця: Мюнхен; Площа: 75,865 км²                                       |                                    |                                                                                    |                                                                                    |                                          |                                        |                            |
| Зображення                                                                                     | Номінал                            | Дата                                                                               | Регент/пам'ятна дата/мотив                                                         | Монетний двір                            | Тираж                                  | Тираж                      |
| Зображення                                                                                     | Номінал                            | Дата                                                                               | Регент/пам'ятна дата/мотив                                                         | Монетний двір                            | Тираж                                  | Proof (тираж, доступність) |
|                                                                                                | 2 марки                            | 1876 1877 1880 1883                                                                | Людвіг ІІ                                                                          | D                                        | 5.370.139 1.511.500 168.974 104.217    |                            |
| 5 марок                                                                                        | 1874–1876                          | Людвіг ІІ                                                                          | D                                                                                  | 1.871.266                                |                                        |                            |
|                                                                                                | 2 марки                            | 1888                                                                               | Отто                                                                               | D                                        | 172.368                                | –                          |
| 5 марок                                                                                        | 1888                               | Отто                                                                               | D                                                                                  | 68.947                                   | –                                      |                            |
| 2 марки                                                                                        | 1891 1893 1896 1898–1908 1912–1913 | Отто                                                                               | D                                                                                  | 246.050 492.131 12.733.516 311.350       |                                        |                            |
| 5 марок                                                                                        | 1891 1893–1896 1898–1908 1913      | Отто                                                                               | D                                                                                  | 98.420 407.741 4.420.268 420.000         |                                        |                            |
| 3 марки                                                                                        | 1908–1913                          | Отто                                                                               | D                                                                                  | 6.592.442                                |                                        |                            |
|                                                                                                | 2 марки                            | 1911                                                                               | 90-літній ювілей і 25 років регентства Луіпольда                                   | D                                        | 640.000                                |                            |
| 3 марки                                                                                        | 1911                               | 90-літній ювілей і 25 років регентства Луіпольда                                   | D                                                                                  | 639.721                                  |                                        |                            |
| 5 марок                                                                                        | 1911                               | 90-літній ювілей і 25 років регентства Луіпольда                                   | D                                                                                  | 160.000                                  |                                        |                            |
|                                                                                                | 2 марки                            | 1914                                                                               | Людвіг ІІІ                                                                         | D                                        | 573.533                                |                            |
| 3 марки                                                                                        | 1914                               | Людвіг ІІІ                                                                         | D                                                                                  | 717.460                                  |                                        |                            |
| 5 марок                                                                                        | 1914                               | Людвіг ІІІ                                                                         | D                                                                                  | 142.400                                  |                                        |                            |
|                                                                                                | 3 марки                            | 1918                                                                               | Золоте весілля Людвіга ІІІ та Марії                                                | D                                        | 130                                    | 5                          |
| Велике герцогство Баденське Столиця: Карлсруе; Площа: 15,069 км²                               |                                    |                                                                                    |                                                                                    |                                          |                                        |                            |
| Зображення                                                                                     | Номінал                            | Дата                                                                               | Регент/пам'ятна дата/мотив                                                         | Монетний двір                            | Тираж                                  | Тираж                      |
| Зображення                                                                                     | Номінал                            | Дата                                                                               | Регент/пам'ятна дата/мотив                                                         | Монетний двір                            | Тираж                                  | Proof (тираж)              |
|                                                                                                | 2 марки                            | 1876 1877 1880 1883 1888                                                           | Фрідріх І                                                                          | G                                        | 1.739.038 763.927 74.000 45.493 75.279 |                            |
| 5 марок                                                                                        | 1874–1876 1888                     | Фрідріх І                                                                          | G                                                                                  | 786.994 30.111                           |                                        |                            |
| 2 марки                                                                                        | 1892 1894 1896 1898–1902           | Фрідріх І                                                                          | G                                                                                  | 106.750 213.520 1.093.412                |                                        |                            |
| 5 марок                                                                                        | 1891 1893–1895 1898–1902           | Фрідріх І                                                                          | G                                                                                  | 42.700 177.033 491.605                   |                                        |                            |
|                                                                                                | 2 марки                            | 1902                                                                               | 50-річчя Фрідріха І                                                                | G                                        | 375.018                                | –                          |
| 5 марок                                                                                        | 1902                               | 50-річчя Фрідріха І                                                                | G                                                                                  | 50.024                                   | –                                      |                            |
|                                                                                                | 2 марки                            | 1902–1907                                                                          | Фрідріх І                                                                          | G                                        | 3.444.401                              |                            |
| 5 марок                                                                                        | 1902–1904 1907                     | Фрідріх І                                                                          | G                                                                                  | 805.119 243.821                          |                                        |                            |
|                                                                                                | 2 марки                            | 1906                                                                               | Золоте весілля Фрідріха І та Луїзи                                                 | G                                        | 350.000                                | –                          |
| 5 марок                                                                                        | 1906                               | Золоте весілля Фрідріха І та Луїзи                                                 | G                                                                                  | 60.000                                   | –                                      |                            |
|                                                                                                | 2 марки                            | 1907                                                                               | Посмертні Фрідріха І                                                               | G                                        | 350.002                                |                            |
| 5 марок                                                                                        | 1907                               | Посмертні Фрідріха І                                                               | G                                                                                  | 60.000                                   |                                        |                            |
|                                                                                                | 2 марки                            | 1911 1913                                                                          | Фрідріх ІІ                                                                         | G                                        | 77.000 289.690                         |                            |
| 3 марки                                                                                        | 1908–1915                          | Фрідріх ІІ                                                                         | G                                                                                  | 3.464.251                                |                                        |                            |
| 5 марок                                                                                        | 1908 1913                          | Фрідріх ІІ                                                                         | G                                                                                  | 281.568 244.000                          |                                        |                            |
| Брауншвейзьке герцогство Столиця: Брауншвейг; Площа: 3672 км²                                  |                                    |                                                                                    |                                                                                    |                                          |                                        |                            |
| Зображення                                                                                     | Номінал                            | Дата                                                                               | Регент/пам'ятна дата/мотив                                                         | Монетний двір                            | Тираж                                  | Тираж                      |
| Зображення                                                                                     | Номінал                            | Дата                                                                               | Регент/пам'ятна дата/мотив                                                         | Монетний двір                            | Тираж                                  | Proof (тираж)              |
|                                                                                                | 3 марки                            | 1915                                                                               | Весілля Ернеста-Августа з Вікторією-Луізою (Люнебург)                              | A                                        |                                        | 1.700                      |
| 5 марок                                                                                        | 1915                               | Весілля Ернеста-Августа з Вікторією-Луізою (Люнебург)                              | A                                                                                  |                                          | 1.400                                  |                            |
|                                                                                                | 3 марки                            | 1915                                                                               | Весілля Ернеста-Августа з Вікторією-Луізою                                         | A                                        | 31.634                                 | –                          |
| 5 марок                                                                                        | 1915                               | Весілля Ернеста-Августа з Вікторією-Луізою                                         | A                                                                                  | 8.600                                    |                                        |                            |
| Вільне ганзейське місто Бремен Столиця: Бремен; Площа: 256 км²                                 |                                    |                                                                                    |                                                                                    |                                          |                                        |                            |
| Зображення                                                                                     | Номінал                            | Дата                                                                               | Регент/пам'ятна дата/мотив                                                         | Монетний двір                            | Тираж                                  | Тираж                      |
| Зображення                                                                                     | Номінал                            | Дата                                                                               | Регент/пам'ятна дата/мотив                                                         | Монетний двір                            | Тираж                                  | Proof (тираж)              |
|                                                                                                | 2 марки                            | 1904                                                                               | Великий герб міста Бремена                                                         | J                                        | 100.000                                | 200                        |
|                                                                                                | 5 марок                            | 1906                                                                               | Великий герб міста Бремена                                                         | J                                        | 40.846                                 | 600                        |
| Вальдек-Пірмонтське князівство Адміністративні центри: Аролсен та Бад-Пірмонт; Площа: 1121 км² |                                    |                                                                                    |                                                                                    |                                          |                                        |                            |
|                                                                                                | 3 марки                            | 1909                                                                               | Посмертна. Карл-Гюнтер                                                             | A                                        | 70.000                                 | >100                       |
| Вюртемберзьке королівство Столиця: Штутгарт; Площа: 19.507 км²                                 |                                    |                                                                                    |                                                                                    |                                          |                                        |                            |
| Зображення                                                                                     | Номінал                            | Дата                                                                               | Регент/пам'ятна дата/мотив                                                         | Монетний двір                            | Тираж                                  | Тираж                      |
| Зображення                                                                                     | Номінал                            | Дата                                                                               | Регент/пам'ятна дата/мотив                                                         | Монетний двір                            | Тираж                                  | Proof (тираж)              |
|                                                                                                | 2 марки                            | 1876–1877 1880 1883 1888                                                           | Карл І                                                                             | F                                        | 2.661.777 128.943 73.872 123.140       |                            |
|                                                                                                | 5 марок                            | 1874–1876 1888                                                                     | Карл І                                                                             | F                                        | 1.326.926 49.258                       |                            |
|                                                                                                | 2 марки                            | 1892–1893 1896 1898–1908 1912–1914                                                 | Вільгельм ІІ                                                                       | F                                        | 351.055 351.031 9.115.537 794.753      |                            |
| 3 марки                                                                                        | 1908–1914                          | Вільгельм ІІ                                                                       | F                                                                                  | 5.318.469                                |                                        |                            |
| 5 марок                                                                                        | 1892–1895 1898–1908 1913           | Вільгельм ІІ                                                                       | F                                                                                  | 361.134 3.237.225 401.200                |                                        |                            |
|                                                                                                | 3 марки                            | 1911                                                                               | Срібне весілля Вільгельма ІІ та Шарлоти                                            | F                                        | 500.000                                |                            |
|                                                                                                | 3 марки                            | 1916                                                                               | 25 років регентства Вільгельма ІІ                                                  | F                                        | 1.000                                  | –                          |
| Вільне ганзейське місто Гамбург Столиця: Гамбург; Площа: 415 км²                               |                                    |                                                                                    |                                                                                    |                                          |                                        |                            |
| Зображення                                                                                     | Номінал                            | Дата                                                                               | Регент/пам'ятна дата/мотив                                                         | Монетний двір                            | Тираж                                  | Тираж                      |
| Зображення                                                                                     | Номінал                            | Дата                                                                               | Регент/пам'ятна дата/мотив                                                         | Монетний двір                            | Тираж                                  | Proof (тираж)              |
|                                                                                                | 2 марки                            | 1876–1878 1880 1883 1888                                                           | Великий герб міста Гамбурга                                                        | J                                        | 4.811.142 98.936 60.446 99.820         |                            |
| 5 марок                                                                                        | 1875–1876 1888                     | Великий герб міста Гамбурга                                                        | J                                                                                  | 1.215.661 40.363                         |                                        |                            |
| 2 марки                                                                                        | 1892–1893 1896 1898–1908 1911–1914 | Великий герб міста Гамбурга                                                        | J                                                                                  | 286.775 286.434 7.329.908 715.833        |                                        |                            |
| 3 марки                                                                                        | 1908–1914                          | Великий герб міста Гамбурга                                                        | J                                                                                  | 4.654.966                                |                                        |                            |
| 5 марок                                                                                        | 1891 1893–1896 1898–1908 1913      | Великий герб міста Гамбурга                                                        | J                                                                                  | 59.409 234.400 2.585.475 326.800         |                                        |                            |
| Велике герцогство Гессенське Столиця: Дармштадт; Площа: 7688 км²                               |                                    |                                                                                    |                                                                                    |                                          |                                        |                            |
| Зображення                                                                                     | Номінал                            | Дата                                                                               | Регент/пам'ятна дата/мотив                                                         | Монетний двір                            | Тираж                                  | Тираж                      |
| Зображення                                                                                     | Номінал                            | Дата                                                                               | Регент/пам'ятна дата/мотив                                                         | Монетний двір                            | Тираж                                  | Proof (тираж)              |
|                                                                                                | 2 марки                            | 1876–1877                                                                          | Людвіг ІІІ                                                                         | H                                        | 540.108                                |                            |
| 5 марок                                                                                        | 1875–1876                          | Людвіг ІІІ                                                                         | H                                                                                  | 438.485                                  |                                        |                            |
|                                                                                                | 2 марки                            | 1888                                                                               | Людвіг IV                                                                          | A                                        | 22.350                                 | 500                        |
| 5 марок                                                                                        | 1888                               | Людвіг IV                                                                          | A                                                                                  | 8.940                                    | 400                                    |                            |
| 2 марки                                                                                        | 1891                               | Людвіг IV                                                                          | A                                                                                  | 62.650                                   |                                        |                            |
| 5 марок                                                                                        | 1891                               | Людвіг IV                                                                          | A                                                                                  | 25.060                                   |                                        |                            |
|                                                                                                | 2 марки                            | 1895–1896 1898–1900                                                                | Ернест Людвіг                                                                      | A                                        | 62.650 96.600                          | 200 688                    |
| 5 марок                                                                                        | 1895 1898–1900                     | Ернест Людвіг                                                                      | A                                                                                  | 39.380 73.280                            | 200 566                                |                            |
|                                                                                                | 2 марки                            | 1904                                                                               | 400-та річниця з нагоди дня народження Філіпа Великодушного                        | A                                        | 100.000                                | 2.250                      |
| 5 марок                                                                                        | 1904                               | 400-та річниця з нагоди дня народження Філіпа Великодушного                        | A                                                                                  | 40.000                                   | 700                                    |                            |
|                                                                                                | 3 марки                            | 1910                                                                               | Ернест Людвіг                                                                      | A                                        | 200.000                                | 500                        |
|                                                                                                | 3 марки                            | 1917                                                                               | 25 років регентства Ернеста Людвіга                                                | A                                        |                                        | 1.330                      |
| Ліппське князівство Столиця: Детмольд; Площа: 1215 км²                                         |                                    |                                                                                    |                                                                                    |                                          |                                        |                            |
| Зображення                                                                                     | Номінал                            | Дата                                                                               | Регент/пам'ятна дата/мотив                                                         | Монетний двір                            | Тираж                                  | Тираж                      |
| Зображення                                                                                     | Номінал                            | Дата                                                                               | Регент/пам'ятна дата/мотив                                                         | Монетний двір                            | Тираж                                  | Proof (тираж)              |
|                                                                                                | 2 марки                            | 1906                                                                               | Леопольд IV                                                                        | A                                        | 20.000                                 | 1.100                      |
| 3 марки                                                                                        | 1913                               | Леопольд IV                                                                        | A                                                                                  | 15.000                                   | 100                                    |                            |
| Вільне Ганзейське місто Любек Столиця: Любек; Площа: 298 км²                                   |                                    |                                                                                    |                                                                                    |                                          |                                        |                            |
| Зображення                                                                                     | Номінал                            | Дата                                                                               | Регент/пам'ятна дата/мотив                                                         | Монетний двір                            | Тираж                                  | Тираж                      |
| Зображення                                                                                     | Номінал                            | Дата                                                                               | Регент/пам'ятна дата/мотив                                                         | Монетний двір                            | Тираж                                  | Proof (тираж)              |
|                                                                                                | 2 марки                            | 1901                                                                               | Герб міста Любека                                                                  | A                                        | 25.000                                 | 250                        |
|                                                                                                | 2 марки                            | 1904–1907 1911–1912                                                                | Герб міста Любека                                                                  | A                                        | 100.000 50.000                         | 578                        |
| 3 марки                                                                                        | 1908–1914                          | Герб міста Любека                                                                  | A                                                                                  | 174.002                                  |                                        |                            |
| 5 марок                                                                                        | 1904 1907–1908 1913                | Герб міста Любека                                                                  | A                                                                                  | 10.000 20.000 6.000                      | 200                                    |                            |
| Велике герцогство Мекленбург-Шверінське Столиця: Шверін; Площа: 13,127 км²                     |                                    |                                                                                    |                                                                                    |                                          |                                        |                            |
| Зображення                                                                                     | Номінал                            | Дата                                                                               | Регент/пам'ятна дата/мотив                                                         | Монетний двір                            | Тираж                                  | Тираж                      |
| Зображення                                                                                     | Номінал                            | Дата                                                                               | Регент/пам'ятна дата/мотив                                                         | Монетний двір                            | Тираж                                  | Proof (тираж)              |
|                                                                                                | 2 марки                            | 1876                                                                               | Фрідріх-Франц ІІ                                                                   | A                                        | 300.000                                | –                          |
|                                                                                                | 2 марки                            | 1901                                                                               | Досягнення зрілості Фредеріком Францом IV                                          | A                                        | 50.000                                 | 1.000                      |
|                                                                                                | 2 марки                            | 1904                                                                               | Весілля Фрідріха Франца IV та Олександри                                           | A                                        | 100.000                                | 6.000                      |
| 5 марок                                                                                        | 1904                               | Весілля Фрідріха Франца IV та Олександри                                           | A                                                                                  | 40.000                                   | 2.500                                  |                            |
|                                                                                                | 3 марки                            | 1915                                                                               | Сторіччя великого князівства                                                       | A                                        | 33.334                                 |                            |
| 5 марок                                                                                        | 1915                               | Століття великого князівства                                                       | A                                                                                  | 10.000                                   |                                        |                            |
| Велике герцогство Мекленбург-Штреліцьке Столиця: Нойштреліц; Площа: 2929 км²                   |                                    |                                                                                    |                                                                                    |                                          |                                        |                            |
| Зображення                                                                                     | Номінал                            | Дата                                                                               | Регент/пам'ятна дата/мотив                                                         | Монетний двір                            | Тираж                                  | Тираж                      |
| Зображення                                                                                     | Номінал                            | Дата                                                                               | Регент/пам'ятна дата/мотив                                                         | Монетний двір                            | Тираж                                  | Proof (тираж)              |
|                                                                                                | 2 марки                            | 1877                                                                               | Фрідріх-Вільгельм ІІ                                                               | A                                        | 100.000                                |                            |
|                                                                                                | 2 марки                            | 1905                                                                               | Адольф Фрідріх V                                                                   | A                                        | 10.000                                 | 2.500                      |
|                                                                                                | 3 марки                            | 1913                                                                               | Адольф-Фрідріх V                                                                   | A                                        | 7.000                                  |                            |
| Велике герцогство Ольденбурзьке Столиця: Ольденбург; Площа: 6424 км²                           |                                    |                                                                                    |                                                                                    |                                          |                                        |                            |
| Зображення                                                                                     | Номінал                            | Дата                                                                               | Регент/пам'ятна дата/мотив                                                         | Монетний двір                            | Тираж                                  | Тираж                      |
| Зображення                                                                                     | Номінал                            | Дата                                                                               | Регент/пам'ятна дата/мотив                                                         | Монетний двір                            | Тираж                                  | Proof (тираж)              |
|                                                                                                | 2 марки                            | 1891                                                                               | Пітер ІІ                                                                           | A                                        | 100.000                                |                            |
|                                                                                                | 2 марки                            | 1900–1901                                                                          | Фрідріх-Август                                                                     | A                                        | 175.000                                | 260                        |
| 5 марок                                                                                        | 1900–1901                          | Фрідріх-Август                                                                     | A                                                                                  | 30.000                                   | 170                                    |                            |
| Прусське королівство Столиця: Берлін; Площа: 348,780 км²                                       |                                    |                                                                                    |                                                                                    |                                          |                                        |                            |
| Зображення                                                                                     | Номінал                            | Дата                                                                               | Регент/пам'ятна дата/мотив                                                         | Монетний двір                            | Тираж                                  | Тираж                      |
| Зображення                                                                                     | Номінал                            | Дата                                                                               | Регент/пам'ятна дата/мотив                                                         | Монетний двір                            | Тираж                                  | Proof (тираж)              |
|                                                                                                | 2 марки                            | 1876–1877 1879–1880 1883–1884                                                      | Вільгельм І                                                                        | A, B, C A                                | 28.827.953 693.975 304.640             |                            |
| 5 марок                                                                                        | 1874–1876                          | Вільгельм I Гогенцоллерн                                                           | A, B, C                                                                            | 7.562.000                                |                                        |                            |
|                                                                                                | 2 марки                            | 1888                                                                               | Фрідріх ІІІ                                                                        | A                                        | 500.000                                |                            |
| 5 марок                                                                                        | 1888                               | Фрідріх ІІІ                                                                        | A                                                                                  | 200.000                                  |                                        |                            |
|                                                                                                | 2 марки                            | 1888                                                                               | Вільгельм II Гогенцоллерн                                                          | A                                        | 140.512                                |                            |
| 5 марок                                                                                        | 1888                               | Вільгельм ІІ Гогенцоллерн                                                          | A                                                                                  | 56.204                                   |                                        |                            |
| 2 марки                                                                                        | 1891–1893 1896 1898–1908 1911–1912 | Вільгельм ІІ Гогенцоллерн                                                          | A                                                                                  | 1.674.000 1.771.853 45.395.392 1.914.288 |                                        |                            |
| 3 марки                                                                                        | 1908–1912                          | Вільгельм ІІ Гогенцоллерн                                                          | A                                                                                  | 22.660.469                               |                                        |                            |
| 5 марок                                                                                        | 1891–1896 1898–1904 1906–1908      | Вільгельм ІІ Гогенцоллерн                                                          | A                                                                                  | 1.886.723 11.273.459 5.363.880           |                                        |                            |
|                                                                                                | 2 марок                            | 1901                                                                               | 200 років Королівству Прусія                                                       | A                                        | 2.600.000                              |                            |
| 5 марок                                                                                        | 1901                               | 200 років Королівству Прусія                                                       | A                                                                                  | 460.000                                  |                                        |                            |
| rahmenlos                                                                                      | 3 марки                            | 1910                                                                               | 100 років Берлінському університету мистецтв                                       | A                                        | 200.000                                | 2.000                      |
|                                                                                                | 3 марки                            | 1911                                                                               | 100 років Вроцлавському університету                                               | A                                        | 400.000                                |                            |
|                                                                                                | 2 марки                            | 1913                                                                               | 100 років переможній битві під Лейпцигом                                           | A                                        | 1.500.000                              |                            |
| 3 марки                                                                                        | 1913                               | 100 років переможній битві під Лейпцигом                                           | A                                                                                  | 2.000.000                                |                                        |                            |
|                                                                                                | 2 марки                            | 1913                                                                               | 25 років регентства Вільгельма ІІ Гогенцоллернського                               | A                                        | 1.500.000                              | 5.000                      |
| 3 марки                                                                                        | 1913                               | 25 років регентства Вільгельма ІІ Гогенцоллернського                               | A                                                                                  | 2.000.000                                | 6.000                                  |                            |
|                                                                                                | 3 марки                            | 1914                                                                               | 25 років регентства Вільгельма ІІ Гогенцоллернського (без лаврового вінка та дати) | A                                        | 2.564.101                              |                            |
| 5 марок                                                                                        | 1913–1914                          | 25 років регентства Вільгельма ІІ Гогенцоллернського (без лаврового вінка та дати) | A                                                                                  | 3.548.891                                |                                        |                            |
|                                                                                                | 3 марки                            | 1915                                                                               | 100 років об'єднання Графства Мансфельд з Прусією                                  | A                                        | 30.000                                 | 550                        |
| Ройсс-Грайцьке князівство (старша лінія) Столиця: Грайц; Площа: 316 км²                        |                                    |                                                                                    |                                                                                    |                                          |                                        |                            |
| Зображення                                                                                     | Номінал                            | Дата                                                                               | Регент/пам'ятна дата/мотив                                                         | Монетний двір                            | Тираж                                  | Тираж                      |
| Зображення                                                                                     | Номінал                            | Дата                                                                               | Регент/пам'ятна дата/мотив                                                         | Монетний двір                            | Тираж                                  | Proof (тираж)              |
|                                                                                                | 2 марки                            | 1877                                                                               | Генріх XXII                                                                        | B                                        | 20.000                                 |                            |
| 2 марки                                                                                        | 1892                               | Генріх ХХІІ                                                                        | A                                                                                  | 10.000                                   |                                        |                            |
|                                                                                                | 2 марки                            | 1899 1901                                                                          | Генріх ХХІІї                                                                       | A                                        | 10.000                                 | 120                        |
|                                                                                                | 3 марки                            | 1909                                                                               | Генріх XXIV                                                                        | A                                        | 10.000                                 | 400                        |
| Ройсс-Герське князівство (молодша лінія) Столиця: Гера; Площа: 827 км²                         |                                    |                                                                                    |                                                                                    |                                          |                                        |                            |
| Зображення                                                                                     | Номінал                            | Дата                                                                               | Регент/пам'ятна дата/мотив                                                         | Монетний двір                            | Тираж                                  | Тираж                      |
| Зображення                                                                                     | Номінал                            | Дата                                                                               | Регент/пам'ятна дата/мотив                                                         | Монетний двір                            | Тираж                                  | Proof (тираж)              |
|                                                                                                | 2 марки                            | 1884                                                                               | Генріх XIV                                                                         | A                                        | 100.000                                |                            |
| Саксонське королівство Столиця: Дрезден; Площа: 14,995 км²                                     |                                    |                                                                                    |                                                                                    |                                          |                                        |                            |
| Зображення                                                                                     | Номінал                            | Дата                                                                               | Регент/пам'ятна дата/мотив                                                         | Монетний двір                            | Тираж                                  | Тираж                      |
| Зображення                                                                                     | Номінал                            | Дата                                                                               | Регент/пам'ятна дата/мотив                                                         | Монетний двір                            | Тираж                                  | Proof (тираж)              |
|                                                                                                | 2 марки                            | 1876–1877 1879–1880 1883 1888                                                      | Альберт                                                                            | E                                        | 2.409.431 93.619 55.700 90.995         | –                          |
| 5 марок                                                                                        | 1875–1876 1889                     | Альберт                                                                            | E                                                                                  | 1.129.109 36.397                         | –                                      |                            |
| 2 марки                                                                                        | 1891 1893 1895–1896 1898–1902      | Альберт                                                                            | E                                                                                  | 130.375 260.802 1.874.049                |                                        |                            |
| 5 марок                                                                                        | 1891 1893–1895 1898–1902           | Альберт                                                                            | E                                                                                  | 52.150 216.249 715.964                   |                                        |                            |
|                                                                                                | 2 марки                            | 1902                                                                               | Посмертні. Альберт                                                                 | E                                        | 167.625                                | 250                        |
| 5 марок                                                                                        | 1902                               | Посмертні. Альберт                                                                 | E                                                                                  | 100.000                                  | 250                                    |                            |
|                                                                                                | 2 марки                            | 1903–1904                                                                          | Георг                                                                              | E                                        | 2.011.984                              | >50                        |
| 5 марок                                                                                        | 1903–1904                          | Георг                                                                              | E                                                                                  | 826.941                                  | 50                                     |                            |
|                                                                                                | 2 марки                            | 1904                                                                               | Посмертні. Георг                                                                   | E                                        | 150.000                                | 55                         |
| 5 марок                                                                                        | 1904                               | Посмертні. Георг                                                                   | E                                                                                  | 37.200                                   | 70                                     |                            |
|                                                                                                | 2 марки                            | 1905–1908 1911–1912 1914                                                           | Фрідріх-Август ІІІ                                                                 | E                                        | 2.570.909 353.875 298.000              |                            |
| 3 марки                                                                                        | 1908–1913                          | Фрідріх-Август ІІІ                                                                 | E                                                                                  | 3.485.188                                |                                        |                            |
| 5 марок                                                                                        | 1907–1908 1914                     | Фрідріх-Август ІІІ                                                                 | E                                                                                  | 715.344 298.000                          |                                        |                            |
|                                                                                                | 2 марки                            | 1909                                                                               | 500 років Лейпцизькому університету                                                | E                                        | 125.000                                | 300                        |
| 5 марок                                                                                        | 1909                               | 500 років Лейпцизькому університету                                                | E                                                                                  | 50.000                                   | 300                                    |                            |
|                                                                                                | 3 марки                            | 1913                                                                               | 100 років переможної битви під Лейпцигом                                           | E                                        | 999.999                                | 17.000                     |
|                                                                                                | 3 марки                            | 1917                                                                               | 400 років реформації                                                               | E                                        | –                                      | 100                        |
| Саксен-Альтенбурзьке герцогство Столиця: Альтенбург; Площа: 1324 км²                           |                                    |                                                                                    |                                                                                    |                                          |                                        |                            |
| Зображення                                                                                     | Номінал                            | Дата                                                                               | Регент/пам'ятна дата/мотив                                                         | Монетний двір                            | Тираж                                  | Тираж                      |
| Зображення                                                                                     | Номінал                            | Дата                                                                               | Регент/пам'ятна дата/мотив                                                         | Монетний двір                            | Тираж                                  | Proof (тираж)              |
|                                                                                                | 2 марки                            | 1901                                                                               | 75 років Ернесту І                                                                 | A                                        | 50.000                                 | 500                        |
| 5 марок                                                                                        | 1901                               | 75 років Ернесту І                                                                 | A                                                                                  | 20.000                                   | 500                                    |                            |
|                                                                                                | 5 марок                            | 1903                                                                               | 50 років регентства Ернеста І                                                      | A                                        | 20.000                                 | 300                        |
| Саксен-Кобург-Готське герцогство Адміністративні центри: Гота та Кобург; Площа: 1956 км²       |                                    |                                                                                    |                                                                                    |                                          |                                        |                            |
| Зображення                                                                                     | Номінал                            | Дата                                                                               | Регент/пам'ятна дата/мотив                                                         | Монетний двір                            | Тираж                                  | Тираж                      |
| Зображення                                                                                     | Номінал                            | Дата                                                                               | Регент/пам'ятна дата/мотив                                                         | Монетний двір                            | Тираж                                  | Proof (тираж)              |
|                                                                                                | 2 марки                            | 1895                                                                               | Альфред                                                                            | A                                        | 15.000                                 |                            |
| 5 марок                                                                                        | 1895                               | Альфред                                                                            | A                                                                                  | 4.000                                    | –                                      |                            |
|                                                                                                | 2 марки                            | 1905 1911                                                                          | Карл-Едуард                                                                        | A                                        | 10.000                                 | 2.000 100                  |
| 5 марок                                                                                        | 1907                               | Карл-Едуард                                                                        | A                                                                                  | 10.000                                   | –                                      |                            |
| Саксен-Майнінгенське герцогство Столиця: Майнінген; Площа: 2468 км²                            |                                    |                                                                                    |                                                                                    |                                          |                                        |                            |
| Зображення                                                                                     | Номінал                            | Дата                                                                               | Регент/пам'ятна дата/мотив                                                         | Монетний двір                            | Тираж                                  | Тираж                      |
| Зображення                                                                                     | Номінал                            | Дата                                                                               | Регент/пам'ятна дата/мотив                                                         | Монетний двір                            | Тираж                                  | Proof (тираж)              |
|                                                                                                | 2 марки                            | 1901                                                                               | 75 років Георгу ІІ                                                                 | D                                        | 20.000                                 | –                          |
| 5 марок                                                                                        | 1901                               | 75 років Георгу ІІ                                                                 | D                                                                                  | 20.000                                   | –                                      |                            |
|                                                                                                | 2 марки                            | 1902 1913                                                                          | Георг ІІ                                                                           | D                                        | 20.000 5000                            |                            |
| 3 марки                                                                                        | 1908 1913                          | Георг ІІ                                                                           | D                                                                                  | 35.000 20.000                            |                                        |                            |
| 5 марок                                                                                        | 1902 1908                          | Георг ІІ                                                                           | D                                                                                  | 20.000 60.000                            | –                                      |                            |
|                                                                                                | 2 марки                            | 1915                                                                               | Посмертні. Георг ІІ                                                                | D                                        | 30.000                                 |                            |
| 3 марки                                                                                        | 1915                               | Посмертні. Георг ІІ                                                                | D                                                                                  | 30.000                                   |                                        |                            |
| Велике герцогство Саксен-Веймар-Айзенаське Столиця: Веймар; Площа: 3595 км²                    |                                    |                                                                                    |                                                                                    |                                          |                                        |                            |
| Зображення                                                                                     | Номінал                            | Дата                                                                               | Регент/пам'ятна дата/мотив                                                         | Монетний двір                            | Тираж                                  | Тираж                      |
| Зображення                                                                                     | Номінал                            | Дата                                                                               | Регент/пам'ятна дата/мотив                                                         | Монетний двір                            | Тираж                                  | Proof (тираж)              |
|                                                                                                | 2 марки                            | 1892                                                                               | Золоте весілля Карла-Олександра та Софії                                           | A                                        | 50.000                                 |                            |
| 2 марки                                                                                        | 1898                               | 80-річчя Карла-Олександра                                                          | A                                                                                  | 100.000                                  |                                        |                            |
|                                                                                                | 2 марки                            | 1901                                                                               | Регентство Вільгельма-Ернста                                                       | A                                        | 100.000                                |                            |
|                                                                                                | 2 марки                            | 1903                                                                               | Весілля Вільгельма-Ернста та Кароліни                                              | A                                        | 40.000                                 | 1.000                      |
| 5 марок                                                                                        | 1903                               | Весілля Вільгельма-Ернста та Кароліни                                              | A                                                                                  | 24.000                                   | 1.000                                  |                            |
|                                                                                                | 2 марки                            | 1908                                                                               | 350 років Єнському університету                                                    | A                                        | 50.000                                 | –                          |
| 5 марок                                                                                        | 1908                               | 350 років Єнському університету                                                    | A                                                                                  | 40.000                                   | –                                      |                            |
|                                                                                                | 3 марки                            | 1910                                                                               | Весілля Вільгельма-Ернста та Феодори                                               | A                                        | 133.000                                |                            |
|                                                                                                | 3 марки                            | 1915                                                                               | 100-річчя утворення Великого Герцогство Саксен-Веймар-Ейзенахського                | A                                        | 50.000                                 | 200                        |
| Шаумбург-Ліппське князівство Столиця: Бюкенбург; Площа: 340 км²                                |                                    |                                                                                    |                                                                                    |                                          |                                        |                            |
| Зображення                                                                                     | Номінал                            | Дата                                                                               | Регент/пам'ятна дата/мотив                                                         | Монетний двір                            | Тираж                                  | Тираж                      |
| Зображення                                                                                     | Номінал                            | Дата                                                                               | Регент/пам'ятна дата/мотив                                                         | Монетний двір                            | Тираж                                  | Proof (тираж)              |
|                                                                                                | 2 марки                            | 1898 1904                                                                          | Георг                                                                              | A                                        | 5.000                                  | 162 200                    |
| 5 марок                                                                                        | 1898 1904                          | Георг                                                                              | A                                                                                  | 3.000                                    | 90 200                                 |                            |
|                                                                                                | 3 марки                            | 1911                                                                               | Посмертна. Георг                                                                   | A                                        | 50.000                                 |                            |
| Шварцбург-Рудольштадтське князівство Столиця: Рудольштадт; Площа: 941 км²                      |                                    |                                                                                    |                                                                                    |                                          |                                        |                            |
| Зображення                                                                                     | Номінал                            | Дата                                                                               | Регент/пам'ятна дата/мотив                                                         | Монетний двір                            | Тираж                                  | Тираж                      |
| Зображення                                                                                     | Номінал                            | Дата                                                                               | Регент/пам'ятна дата/мотив                                                         | Монетний двір                            | Тираж                                  | Proof (тираж)              |
|                                                                                                | 2 марки                            | 1898                                                                               | Гюнтер-Віктор                                                                      | A                                        | 100.000                                | 375                        |
| Шварцбург-Зондерсгаузенське князівство Столиця: Зондерсгаузен; Площа: 941 км²                  |                                    |                                                                                    |                                                                                    |                                          |                                        |                            |
| Зображення                                                                                     | Номінал                            | Дата                                                                               | Регент/пам'ятна дата/мотив                                                         | Монетний двір                            | Тираж                                  | Тираж                      |
| Зображення                                                                                     | Номінал                            | Дата                                                                               | Регент/пам'ятна дата/мотив                                                         | Монетний двір                            | Тираж                                  | Proof (тираж)              |
|                                                                                                | 2 марки                            | 1896                                                                               | Карл-Гюнтер                                                                        | A                                        | 50.000                                 | 190                        |
|                                                                                                | 2 марки                            | 1905                                                                               | 25 років регентства Карл-Гюнтера                                                   | A                                        | 75.000                                 | 10.000                     |
| Зображення                                                                                     | Номінал                            | Дата                                                                               | Регент/пам'ятна дата/мотив                                                         | Монетний двір                            | Тираж                                  | Тираж                      |
| Зображення                                                                                     | Номінал                            | Дата                                                                               | Регент/пам'ятна дата/мотив                                                         | Монетний двір                            | Тираж                                  | Proof (тираж)              |
|                                                                                                | 5 марок                            | 1903                                                                               | Фрідріх                                                                            | A                                        | 2.000                                  | 300                        |

## Срібні монети колоній Німецької імперії
З 1891 по 1914 роки зі срібла карбувалися монети номіналами: ¼, ½, 1 та 2 рупії.
У 1894 році зі срібла карбувалися монети номіналами: ½, 1, 2, 5 марок.